# Boulens
Boulens est une commune suisse du canton de Vaud, située dans le district du Gros-de-Vaud. Cité dès 1142, il fait partie du district de Moudon entre 1798 et 2007. La commune est peuplée de 378 habitants en 2023. Son territoire, d'une surface de 342 hectares, se situe dans la région du Gros-de-Vaud.

## Histoire
Boulens est connu sous le nom de Bollens en 1142. Originellement simple grange dépendant de l'abbaye de Montheron, le village devient la propriété de la ville de Lausanne après l'invasion bernoise et la mise en place de la Réforme protestante en 1536 ; jusqu'à l'indépendance vaudoise en 1798, Boulens sera inclus dans le bailliage de Moudon. Le village fait partie du district de Moudon de 1798 à 2007, puis du district du Gros-de-Vaud depuis 2008.

### Héraldique
| Armes de Boulens | Les armes de la commune de Boulens se blasonnent ainsi : D'azur à deux faux d'or en sautoir, au chef de cinq points d'or équipolés à quatre d'azur. |

## Géographie
Jusqu'à sa dissolution, la commune faisait partie du district de Moudon. Depuis le 1er janvier 2008, elle fait partie du nouveau district du Gros-de-Vaud. Elle a des frontières communes avec Bercher, Fey et Montanaire.
Le territoire communal se situe sur le plateau suisse, dans la région du Gros-de-Vaud, entre la plaine de l'Orbe et la vallée de la Broye. La principale partie de la commune se trouve sur un plateau légèrement vallonné au nord du Jorat qui s'affaisse abruptement à l'ouest du village. La frontière ouest est marquée par la Mentue qui a creusé ici une vallée de plus de 100 mètres de profondeur dans la molasse ; les frontières nord et est sont marquées par la vallée du ruisseau de l'Oulaire ruisseau. Le point culminant de la commune se trouve sur le versant ouest de la colline des Bourlayes avec 765 mètres d'altitude.
En plus du village de Boulens, la commune compte plusieurs exploitations agricoles dispersées sur son territoire.

## Population

### Gentilé et surnom
Les habitants de la commune se nomment les Boulegnins ou les Boulegnus.
Ils sont surnommés les Verts (lè Vè en patois vaudois). À l'origine de ce surnom, une histoire qui raconte qu'un paysan répondit oui (vâi) à un teinturier qui lui demandait s'il fallait teindre une pièce en noir, mais que ce dernier comprit vé (vert).

### Démographie
Boulens compte 378 habitants en 2023. Sa densité de population atteint 110 hab./km2.
En 2000, la population de Boulens est composée de 109 hommes (51,7 %) et 102 femmes (48,3 %). La langue la plus parlée est le français, avec 192 personnes (90,1 %). La deuxième langue est l'allemand (13 ou 6,1 %). Il y a 201 personnes suisses (94,4 %) et 12 personnes étrangères (5,6 %). Sur le plan religieux, la communauté protestante est la plus importante avec 147 personnes (69 %), suivie des catholiques (30 ou 14,1 %). 31 personnes (14,6 %) n'ont aucune appartenance religieuse.
La population de Boulens est de 247 habitants en 1850. Elle reste stable jusqu'en 1888 avant une baisse jusqu'à 134 personnes en 1970. Le nombre d'habitants remonte depuis et atteint 287 en 2010. Le graphique suivant résume l'évolution de la population de Boulens entre 1850 et 2010 :

## Politique
Lors des élections fédérales suisses de 2011, la commune a voté à 26,33 % pour l'Union démocratique du centre. Les deux partis suivants furent le Parti socialiste suisse avec 22,28 % des suffrages et le Parti libéral-radical avec 13,29 %.		
Lors des élections cantonales au Grand Conseil de mars 2011, les habitants de la commune ont voté pour l'Union démocratique du centre à 39,33 %, le Parti libéral-radical à 19,37 %, le Parti socialiste à 15,78 %, les Verts à 13,57 % et l'Alliance du centre à 11,95 %.
Sur le plan communal, Boulens est dirigé par une municipalité formée de 5 membres et dirigée par un syndic pour l'exécutif et un Conseil général dirigé par un président et secondé par un secrétaire pour le législatif.

## Économie
Jusque dans la seconde moitié du XXe siècle, l'économie communale était principalement représentée par l'agriculture, l'arboriculture fruitière et l'élevage qui représentent encore de nos jours une part importante des emplois locaux. Un moulin était autrefois en service sur le cours de l'Oulaire. Depuis ces dernières décennies, le village s'est transformé avec la création de zones résidentielles habitées par des personnes travaillant principalement dans les villes voisines ; cette transformation s'est accompagnée de la création de plusieurs petites entreprises locales, en particulier dans le domaine des services.
La commune compte un café-restaurant.

## Transports
Boulens fait partie de la communauté tarifaire vaudoise Mobilis. Le bus CarPostal reliant Échallens à Thierrens s'arrête dans la commune. Le village est également desservi par les bus sur appel Publicar, qui sont aussi un service de CarPostal.

## Sources
- (de) Cet article est partiellement ou en totalité issu de l’article de Wikipédia en allemand intitulé « Boulens » (voir la liste des auteurs).